# شراکت شرقی
شراکت شرقی (انگلیسی: Eastern Partnership) نام یک حرکت از اتحادیه اروپا است تا روابطش را با کشورهای پساشوروی ارمنستان، جمهوری آذربایجان، بلاروس، گرجستان، مولداوی، و اوکراین سازماندهی کند. از این حرکت برای مذاکره در مورد تجارت، استراتژی اقتصادی، تفاهم‌نامه‌های مربوط به مسافرت و دیگر مسائل میان اتحادیه اروپا و همسایه‌های شرقی‌اش استفاده می‌شود. در ابتدا توسط لهستان پیشنهاد شد و بعد سوئد به آن پیوست و در شورای سیاست خارجی اتحادیه اروپا در ۲۶ مه ۲۰۰۸ مطرح شد و در ۷ مه ۲۰۰۹ در پراگ، جمهوری چک آغاز به کار کرد.
اولین ملاقات وزرای امور خارجه شراکت شرقی در ۸ دسامبر ۲۰۰۹ در بروکسل تشکیل شد.